# Società meteorologica italiana
La Società Meteorologica Italiana (SMI) è una onlus italiana che si propone lo studio e la divulgazione della meteorologia, della climatologia e della glaciologia.
In 150 anni di vita la Società è sempre stata indipendente, sostenuta con donazioni private, iscrizioni, le pubblicazione del suo magazine (Nimbus) e grazie all'5xmille (il quale ammonta mediamente a 33000 € l'anno devoluti da circa 700 persone).

## Storia
La società fu fondata nel 1865 da Francesco Denza, padre barnabita presso l'osservatorio meteorologico di Moncalieri. Cofondatore fu il padre scolopio Filippo Cecchi.
Dopo svariati anni di attività SMI ad assunse ruolo di guida nel panorama meteorologico italiano. Ma con la scomparsa del Padre Denza nel dicembre 1894, la SMI iniziò un lento declino, che la vedrà estinguersi definitivamente con la Seconda Guerra Mondiale (Roma, 1943).
Nel 1993, su ispirazione di Padre Denza, nacque a Torino, grazie a un gruppo di studiosi ed amatori, la Società Meteorologica Subalpina, Organizzazione non governativa senza fine di lucro per lo sviluppo e la diffusione della conoscenza meteorologica, climatologica e glaciologica delle Alpi occidentali.
Nei primi anni '90 del XX secolo ha assunto la presidenza il climatologo Luca Mercalli fondando la rivista Nimbus, ideale continuazione dell'antico "Bullettino" di Padre Denza.
Al fine di favorire ulteriormente quest'opera di aggregazione, nel Novembre 2000 viene rifondata la Società Meteorologica Italiana, della quale fa parte anche la SMS in qualità di socio fondatore e la rivista Nimbus diventa organo ufficiale della SMI. La SMS continua la sua opera, localmente all'Italia NW in qualità di sezione locale SMI.
Dal 2015, dopo alcuni trasferimenti l'ultimo dei quali a Castel Borello (Bussoleno), ha nuovamente sede presso il Real Collegio Carlo Alberto di Moncalieri (Torino), nel cui annesso Osservatorio venne fondata nel 1865.
Il 1 aprile del 2017 a Torino viene organizzato il primo 'Forum del meteo e del clima' italiano dal OMM (Organizzazione meteorologica mondiale) e dal Ipcc (Gruppo intergovernativo sul cambiamento climatico).

## Attività
Pubblica la rivista Nimbus e cura le previsioni meteorologiche per il quotidiano La Stampa.
il gruppo accoglie circa 1500 collaboratori e mediamente le sue rilevazioni vengono utilizzate da più di 70000 persone.
Attualmente gestisce:
- La stazione meteorologica di Moncalieri, presso il Real Collegio (TO).
- La stazione meteorologica di Pontremoli, presso il seminario vescovile (MS) .
- La stazione meteorologica di Piacenza, presso il Collegio Alberoni (PI).
- La stazione meteorologica di Gressoney-La-Trinité, presso la frazione d'Ejola (AO).
- La stazione meteorologica di Domodossola, presso il Collegio Rosmini (VB).
- La stazione meteorologica di Scala di Moncenisio, presso il Moncenisio.
- La stazione meteorologica del ghiacciaio Ciardoney, nel Parco nazionale del Gran Paradiso.